# San José de Ribarteme
San José de Ribarteme (oficialmente San Xosé de Ribarteme) es una parroquia española del municipio de Las Nieves, perteneciente a la provincia de Pontevedra, en la comunidad autónoma de Galicia.

## Toponimia
El lugar puede aparecer referido como «Ribarteme», «San José de Ribarteme» y «San Xosé de Ribarteme».

## Historia
Hacia mediados del siglo XIX, el lugar, ya por entonces perteneciente a Setados, tenía contabilizada una población de 380 habitantes. Aparece descrito en el decimotercer volumen del Diccionario geográfico-estadístico-histórico de España y sus posesiones de Ultramar de Pascual Madoz con las siguientes palabras:

RIBARTEME (San Jose): felig. en la prov. de Pontevedra (6 1/2 leg.), part, jud. de Puenteareas (1 1/2), dióc. de Tuy (3 1/2), ayunt. de Setados. sit. en la falda meridional del monte de San Mamed, á las inmediaciones de un riach. afluente del Miño; el clima es templado y sano. Tiene unas 95 casas en los l. de Barbareira, Bocas, Cernadas y Rodeiro. La igl. parr. (San José), está ervida por un cura de entrada y patronato laical. Confina N. el citado monte; E. San Cipriano de Ribarteme y O. Rubios. El terreno es quebrado y fragoso. Le baña un riach. que nace en la indicada montaña y va hácia el S. para desaguar en el Miño. prod.: maiz, centeno, patatas y vino; hay ganado vacuno, lanar y cabrio; y caza de perdices, conejos y liebres. pobl.: 95 vec., 380 alm. contr.: con su ayunt. (V.).
(Madoz, 1849, p. 458)

En 2022, tenía empadronados 210 habitantes.